# Hildebrand Slakhoorn
Hildebrand E.F. Slakhoorn (Engels: Horace E.F. Slughorn) is een personage uit de Harry Potterboeken van de Britse schrijfster J.K. Rowling. Slakhoorn is een gezette man met opvallende, groengele ogen. Hij is kaal, maar heeft wel een enorme, zilvergrijze, walrusachtige snor.
Slakhoorn maakt zijn eerste opwachting in het zesde boek van de serie, Harry Potter en de Halfbloed Prins. Hij was al eerder als professor en afdelingshoofd van Zwadderich aan Zweinstein verbonden, maar met pensioen gegaan. Albus Perkamentus weet hem echter over te halen terug te keren. Eenmaal terug op Zweinstein blijkt dat Slakhoorn de positie van Severus Sneep als leraar Toverdranken overneemt. Sneep wordt de nieuwe leraar Verweer tegen de Zwarte Kunsten, een positie die hij al jarenlang ambieerde. Nadat Sneep in de lente van 1997 noodgedwongen de school verlaat, pakt Slakhoorn zijn oude taak als afdelingshoofd van Zwadderich (al dan niet tijdelijk) weer op.

## Karakter
Slakhoorn was vroeger niet voor niets afdelingshoofd van Zwadderich. Een van de kenmerken van deze afdeling is namelijk dat de leden ervan doorgaans zeer ambitieus en gericht op het eigenbelang zijn. In de persoonlijkheid van Slakhoorn komt dat tot uiting door het feit dat hij voortdurend aan zijn connecties met de juiste personen binnen de tovenaarswereld werkt. Op Zweinstein heeft hij zelfs een privéclub, de Slakkers, voor talentvolle leerlingen en leerlingen uit belangrijke families. De feestjes van deze club doen sterk denken aan het fenomeen van netwerken in de echte wereld. Vroeger was onder andere Lily Potter, Harry's moeder, lid van deze club; na Slakhoorns terugkeer op Zweinstein worden onder meer Harry Potter, Hermelien Griffel en Ginny Wemel uitgenodigd.
Volgens Albus Perkamentus heeft Slakhoorn nooit de intentie gehad om zelf op de voorgrond te treden, maar prefereert hij een leven op de achtergrond in het gezelschap van succesvolle en invloedrijke tovenaars. Hij regelt vaak goede banen voor zijn oud-leerlingen, om daar uiteindelijk zelf van te profiteren, bijvoorbeeld in de vorm van vrijkaartjes of geschenken. Slakhoorn is een joviale man die nauwelijks als slecht kan worden gekarakteriseerd. Hij is een tegenstander van Heer Voldemort, maar hij is niet bereid om actief deel te nemen aan de strijd tegen deze duistere tovenaar, omdat hij zijn eigen leven boven alles waardeert.

## Rol in het verhaal
Professor Slakhoorn is een zeer capabele tovenaar, met name op het gebied van zijn eigen vak, toverdranken brouwen. In de eerste periode dat hij doceerde op Zweinstein (dus vóór zijn pensioen) gaf hij les aan Marten Vilijn, die later Heer Voldemort zou worden. Vilijn was ook lid van de Slakkers, Slakhoorns privéclub. Op een ongelukkige dag vroeg Vilijn, die zich in het geheim reeds aan het ontpoppen was als een duistere tovenaar, na afloop van een bijeenkomst aan Slakhoorn wat Gruzielementen precies zijn. Slakhoorn besprak het onderwerp uitvoerig met hem. Ze bespraken onder andere de vraag of de creatie van meerdere Gruzielementen een tovenaar sterker zou maken dan slechts één Gruzielement.
Tovenaars kunnen een herinnering met behulp van hun toverstok in vloeibare vorm in een flesje stoppen. De herinnering kan vervolgens door iedere andere tovenaar worden uitgelezen met behulp van een zogenaamde Hersenpan, een magisch object. Albus Perkamentus wilde de herinnering van het bovenbeschreven gesprek tussen Vilijn en Slakhoorn graag hebben, omdat hij zijn vermoeden dat Voldemort meerdere Gruzielementen bezit bevestigd wilde zien. Slakhoorn gaf deze herinnering wel aan Perkamentus, maar knipte de belangrijkste gedeeltes weg. Hij wilde namelijk niet dat bekend werd dat hij, door Voldemort van informatie te voorzien over Gruzielementen, indirect verantwoordelijk was voor de bijna onsterfelijke staat waarin Voldemort toen verkeerde. Harry Potter, de zoon van Slakhoorns favoriete leerlinge aller tijden, bleek als enige in staat om, door Slakhoorn dronken te voeren en vervolgens op zijn emoties in te spelen, de ware herinnering te verkrijgen. Dankzij deze herinnering is er nu meer bekend over de wijze waarop Voldemort definitief verslagen kan worden (zie het artikel Gruzielement). Zodoende speelt Slakhoorn een sleutelrol in de plot van de Harry Potterboeken. Later, in de Slag om Zweinstein, vecht Slakhoorn samen met Minerva Anderling en Romeo Wolkenveldt tegen  Heer Voldemort.